# Wit-Russische presidentsverkiezingen 2015
De Wit-Russische (of Belarussische) presidentsverkiezingen van 2015 vonden plaats op zondag 11 oktober van dat jaar en werden gewonnen door zittend president Aleksandr Loekasjenko. Volgens de OVSE waren de verkiezingen niet democratisch verlopen. Anders dan bij voorgaande verkiezingen vonden er geen grootschalige demonstraties plaats van de oppositie.

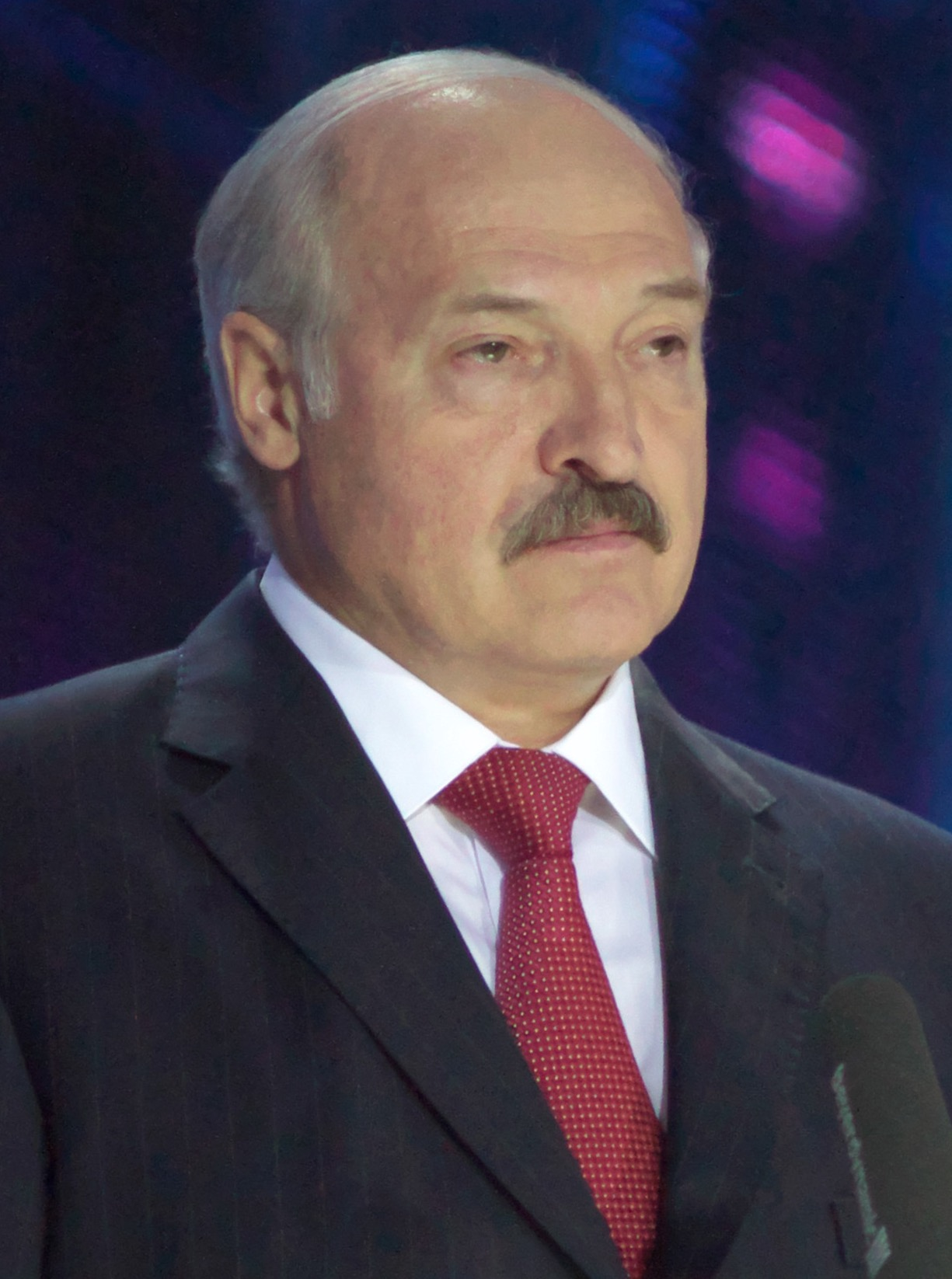
President Aleksandr Loekasjenko (*1954)

## Uitslag
| Naam                  | Partij                                        | Stemmen | Percentage |
| --------------------- | --------------------------------------------- | ------- | ---------- |
| Aleksandr Loekasjenko | Partijloos                                    |         | 83,49%     |
| Tatsiana Karatkevitsj | Volksreferendum                               |         | 4,42%      |
| Sjarhej Hajdoekevitsj | Liberaal-Democratische Partij van Wit-Rusland |         | 3,32%      |
| Nikolai Oelachovitsj  | Wit-Russische Patriottische Partij            |         | 1,67%      |
| Tegen alle kandidaten |                                               |         | 6,5%       |
| Totaal                |                                               |         | 100%       |
|                       |                                               |         |            |
| Opkomst               |                                               |         | 86,7%      |
| Bron: EFDS            |                                               |         |            |